# 藤田峰雄
藤田 峰雄（ふじた みねお、11月28日 - ）は、日本のプロレスラー。生年非公表。

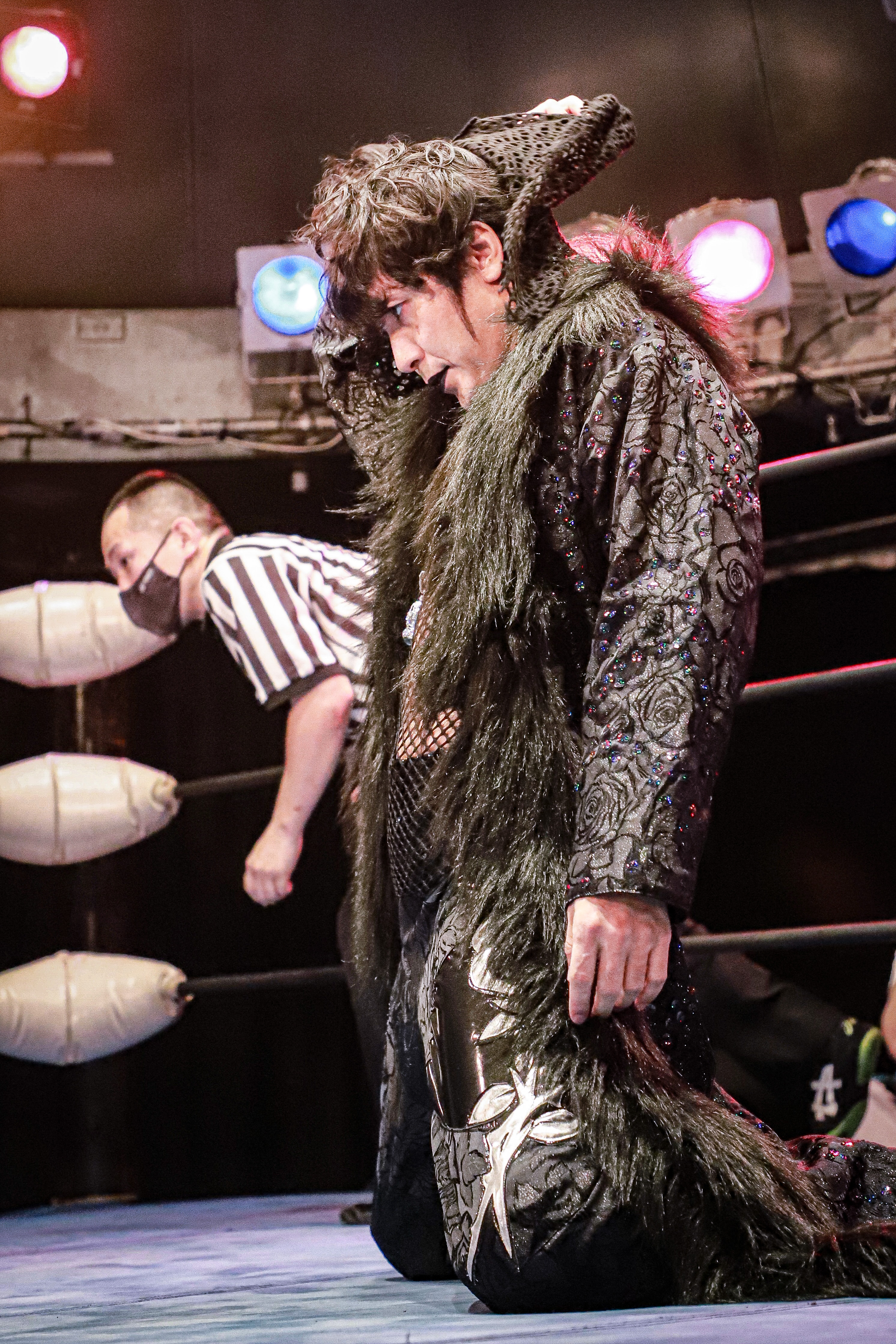
2023.07.17 JSTAGE王子大会 藤田峰雄選手

## 経歴
小中学生の頃からプロレスに興味をもち始め、高校時代にプロレスラーになることを決意。体格はクラスで一番小さく細かったが、ウエイトトレーニングを始め成長を遂げる。高校に通いながらシューティングジム大宮やアニマル浜口トレーニングジムでトレーニングを積む。高校卒業後、アルバイトをしながらジムに通い続け、2000年4月にみちのくプロレスの入門テストを受け合格するも、一週間で合宿所から夜逃げをする。
2001年4月には大阪プロレスの入門テストを受け(15人中1人合格) 入門するが、こちらは1ヶ月で退団している。
それでもプロレスラーになる夢は諦めず、2002年8月に、ハヤブサやミスター雁之助が立ち上げた新団体WMFの第一期入門テストに合格して同月に入門。11月10日、WMFバトルスフィア東京大会における対大矢剛功戦でデビュー。身体能力の高さでプロレス業界では異例の入門から僅か三ヶ月でのスピードデビューを果たした。WMF生え抜き第1号レスラーとなる。なお翌年の二期生として宮本裕向などが入門している。
2005年11月から12月、アメリカ合衆国ペンシルベニア州のIWCへ遠征。
2008年8月にWMFは解散し、以後フリーとして活動。ドラディションを主戦場に覆面MANIA、暗黒プロレス組織666など数々の団体で活動。その後、新日本プロレス、全日本プロレス、プロレスリング・ノアなど、インディーからメジャー団体まで、日本の主要プロレス団体には全て参戦している。
12月26日、新日本プロレス主催｢PREMIUM｣後楽園ホール大会のセミファイナルにて、獣神サンダー・ライガー＆AKIRA対ウルティモ・ドラゴン＆藤田峰雄戦が行われた。
2009年10月、ドラディションのリングで大原はじめを破り、NWAインターナショナルジュニアヘビー級王座を奪取。
12月の初防衛戦では南野タケシを相手に30分を越える激戦を制し防衛成功している。
その後、チャンピオンとして藤波辰爾と一騎討ちで対戦するなど、ドラディションでは欠かせない存在になる。
2011年3月、覆面レスラー「美熊」としてZERO1に参戦。5月、マスクを自ら脱ぎ、リング上でZERO1入団を直訴して社長の大谷晋二郎から了承される。
2012年2月、後楽園ホール NWAインターナショナルライトタッグ選手権に乱入して日高郁人に裏切りのスワントーンボムを投下。ZERO1に反旗を翻し菅原拓也と結託。その後、ヒールに転向。同年5月、ヒール軍に第64代横綱 曙 が加入して『ZERO64』を結成する。
8月、横浜文化体育館にて菅原と組み、ジミー・ススム&ジミー・カゲトラ組を破りNWAインターナショナルライトタッグ王座を奪取。
2013年9月、ZERO1で年に一度開催される天下一Jrトーナメント出場。
一回戦のジャック・アンソニー、二回戦のハートリー・ジャクソンを立て続けに破り、準決勝ではかつて大阪プロレス入門時の直属の先輩であったタイガースマスクと対戦し勝利している。
奇しくも決勝戦では同じく大阪プロ時代の先輩HUBとの対戦に敗北し準優勝に終わっている。
2014年6月、月1公演されている舞台『魔界』に前田慶次役で出演。かぶき者キャラクターで抜群の会場人気を誇る。
9月、ZERO1後楽園ホール大会にて、ジェイソン・リーを破りインターナショナルジュニア＆NWA世界ジュニアの二冠王座を獲得。
2016年3月、ZERO1会見にて「4月より今より更に活動の幅を広げて、プロレスラーとしてもっと成長したい。年齢的なこともあり、今のうちに自分の可能性を試したい」と思うことからZERO1退団を表明。同年4月よりフリーランスへ。
2017年3月5日、急所攻撃を得意とするキャラクターを生かし、高島平区民館ホールでプロレス団体「チンコプロレス」の旗揚げ戦を開催。
その後、自身が旗揚げプロデュースするチンコプロレスは定期的に開催。客層は女性ファンが8割を占め会場は毎回満員を記録し、プロデューサーとしての手腕も発揮。
11月20日、自身のデビュー15周年記念興行にて、みちのくプロレスのザ・グレート・サスケとチンコプロレスルールで対戦し、50分を越える激戦の末勝利。
試合後のマイクにて、18年前に自身がみちのくプロレス練習生を夜逃げした過去があることを告白。その当時の社長であったサスケに対し謝罪するも、サスケは当時のことを全く覚えていないというオチが待っていた。
2018年5月、会見にて、自身のチンコへのダメージ蓄積によるドクターストップがかかったことを明かし、7月より治療と快復のための長期欠場、それに伴い7月9日にチンコプロレス活動休止興行の開催も併せて発表された。
7月9日、新木場1stRINGにて行われたチンコプロレス活動休止興行は超満員札止めを記録し、バラモンケイと対戦して勝利。
長期欠場中の2018年11月15日、新木場1stRINGにて藤田峰雄プロデュース興行『色恋沙汰プロレス』を開催。自身が試合に出場しない形での大会でプロデューサーとして大盛況を収めた。
2019年4月27日、J-STAGE新木場大会のリングで約10ヶ月ぶりの試合復帰を果たす。#STRONGHEARTSのCIMAと対戦した。
5月、前年7月9日より活動休止していたチンコプロレスが、7月9日に復活興行を開催することを発表。また活動再開に伴い、同大会より社名及び団体名を『藤田峰雄王国』に変更することを併せて発表した。
7月9日、新木場1stRINGにて活動休止から一年越しにチンコプロレス改め『藤田峰雄王国』を開催。メインイベントでバラモンケイと対戦し敗北している。
2020年は大会を北区王子BASEMENT MONSTARというライブハウスで定期的に行い、年末12月27日には初の昼夜興行も行われた。チケットは即日完売。
『藤田峰雄王国』はプロレスのジャンルではなく、“テーマパーク”であると語り、通常のプロレス興行にはない独自のエンタメ性を重視した興行スタイルで、定期的に大会を開催している。

## 得意技
スワントーンボム
各種急所攻撃
雁クラ

## 入場曲
- mOBSCENE（マリリン・マンソン）

## タイトル歴
- NWAインターナショナル・ジュニアヘビー級王座
- NWA世界&インターナショナルジュニアヘビー級王座
- NWAインターナショナルライトタッグ王座
- 覆面MANIAスーパーライト級王座

## 映画出演
- 平成トンパチ野郎〜男はツラだよ〜（マジカル / グラッソ）（2009年）